# Región Tultitlán
Región 18 Tultitlán es la decimoctava de las 20 regiones en que se divide el Estado de México.

## Municipios de la región
- Coacalco de Berriozábal
- Cuautitlán
- Tultepec
- Tultitlán